# 德日进

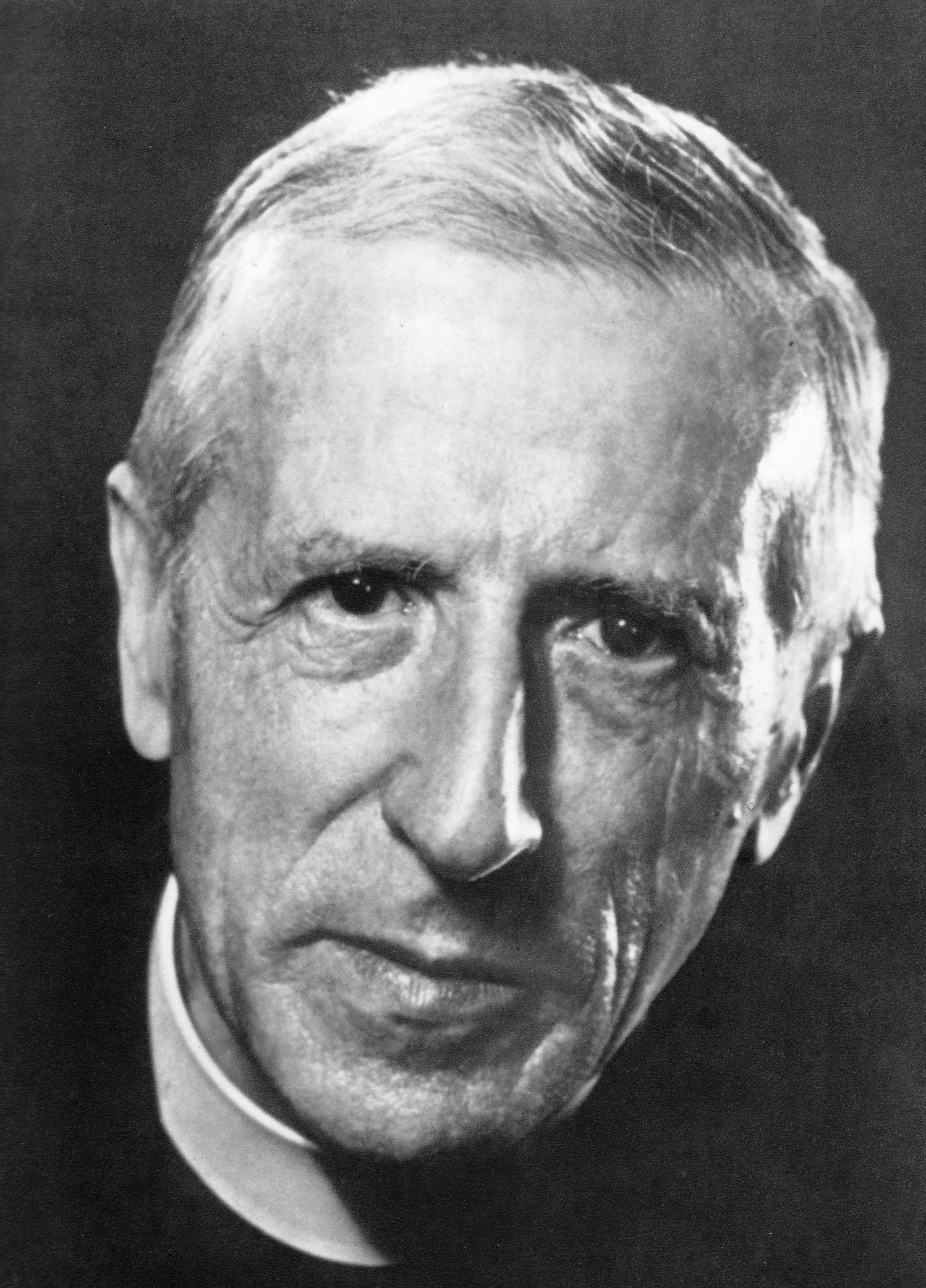
1955年的皮埃尔·泰亚尔·德·夏尔丹

皮埃尔·泰亚尔·德·夏尔丹（法語：Pierre Teilhard de Chardin，法語發音：[pjɛʁ tɛjaʁ də ʃaʁdɛ̃] ⓘ；1881年5月1日—1955年4月10日），漢名德日进，生於法國多姆山省，哲学家，神学家，古生物学家，天主教耶稣会神父。德日进在中国工作多年，是中国旧石器时代考古学的开拓者和奠基人之一。

## 生平
德日進生於一個信仰天主教的家庭。其家族在路易十八時代獲得貴族稱號。其父是奥弗涅地區的一位地主，家中有11個子女，德日進排行第四。
1892年，就讀於耶穌會經營的蒙格雷聖母中學，1896 年獲業士學位，次年又獲哲學業士學位，1898年再獲數學業士學位，1899年加入耶穌會成為修士。1902年開始在法國西部的聖路易學院，學習三年經院哲學。1905年被派任到埃及開羅聖家中學擔任化學和物理實習教師。1908年又到英國進修四年神學。1911年晉鐸為神父。1912年，遇到了巴黎博物館古生物學教授马塞兰·布勒（法語：Marcellin·Boule），受到他的影響，德日進開始對古生物學產生興趣。1915年1月20日，第一次世界大戰爆發，德日進被徵招入伍，因此被迫停止考古研究。1919年離開軍隊回到修院，自此開始致力於古生物學的研究。
1923年，德日進參加耶稣會神父桑志華率領的“法國古生物考察團”到中國進行實地考察。5月23日到達天津，6月11日經北京直奔內蒙鄂爾多斯，發掘舊石器時代的遺物，進行新生代地質和古生物研究。10月13日返回天津整理資料。爾後在北京過冬。
次年，即1924年9月回國。旋而赴英國等地考察。
1930年，他又應邀參加“美國自然史博物館亞洲中心考察團”，到中國北京周口店等地考察。他不時來往于中國、法國、美國和緬甸、印度等地。在中國，除于內蒙進行發掘外，還訪問了陝西、河南、山東等地。
1940年于北京建立“大陸生物研究所”。
1943年組織出版《大陸生物學》雜志，並親自撰文。同年，到燕京大學作《關于幸福的反省》的報告。顯然，在中國期間，他與中國古生物學者和考古工作者建立了深厚的友誼。此後，德日進根據在中國搜集的大量寶貴的古生物資料，進行分析和研究，寫出有獨到見地的報告和論文。大膽提出關于宇宙、生物、人類、精神逐層進化的論點，否定天主教所宣揚的創造論，抛棄托馬斯經院哲學的形而上學而把宇宙及其壹切變化作爲壹個完整的進化現象加以考察和研究。這種具有科學精神的論斷受到許多著名學者和科學家的贊賞。
1946年英國生物學家赫婿黎(J.S．H　uxley，1887—1975)曾贊揚德日進，彼此也成了朋友。接著，英國曆史學家湯因比(A.Toynbee，1889—1957)，法國物理學家德·布洛依等都相繼同他交往。然而，德日進的理論顯然觸犯了天主教的傳統教義和羅馬教廷。
1950年，教宗庇護十二世頒布《人類》通谕，譴責德日進　“還沒有徹底弄清楚所有自然科學，卻主張進化論”。正統戰新托馬斯主義者馬裏坦(J.Maritin．1882—1973)等人，指責德日進違背天主教基本思想，法國基督教存在主義哲學家馬塞爾，也對他關于物質産生精神的進化論觀點提出責難。《人類》通谕的頒布，宣告德日進被剝奪了公開講學和發表文章的權利。教會對法蘭西學院聘請他爲教授也橫加阻止，他行將出版的著作《人的現象》也列爲禁書，他完全喪失了公開活動和言論的自由。
于1954年離開祖國，移居美國。
1955年4月10日與世長辭。終年七十三歲。德日進的逝世使歐美許多世俗學者感到痛惜。

## 思想評價
1955年底，湯因比、赫婿黎、布洛依，以及當時法國文化部長著名作家馬爾羅等人，組織各種德日進協會，籌備出版他的著作。壹些著名的大學和團體相繼建立德日進研究會，設立國際獎金，出版專題刊物。頓時，在歐美掀起研究德日進的宇宙和人類進化論的高潮，形成壹股德日進主義熱。而戴高樂政府壹俟中法正式建交便直接向中國索取德日進生前遺留在北京的有關資料，中國科學工作者完好地把德日進在中國的材料交給法國政府。《德日進全集》也就順利地得以出版。目前已出到十卷，如《人的現象》、《人的出現》、《回顧過去》、《神聖的中心》、《人的未來》、《人的力量》、《力的能動性》等等，其中《人的現象》和《人的未來》是體現德日進思想的主要著作。其主要著作多半己被譯成十幾國文字，傳播于世界各地。與此同時，關于德日進思想的評論、研究在歐美理論刊物、哲學雜志和專著迄今問世的已達數十種。德日進成爲當代歐美知識界探索新科學理論和人類現象的壹個重要對象。法國作家，原法共理論家加洛第(R．Garaudy,1913壹)，在《人的遠景》(1959)壹書中專門用壹章論述德日進的自然現象思想。另壹位法國作家尼·喬治的《從愛因斯坦到德日進》(1964)以兩個半圓形對碰到壹起而構成壹個完滿的圓形來形容世界這兩位偉人。還有人把他與海森堡、羅素和馬克思等相提並論。湯因比在《每日郵報》上寫道：“德日進作爲古生物學家是個著名的人物。他成了關于發現北京猿人的最初倡議者。
作爲古生物學家，即使不再增添什麽，他也算得上壹個偉大的科學家，然而他又是詩人和基督教信徒。這就使他既是科學家，同時又成了精神界的巨人”。赫婿黎在德日進的主要著作《人的現象》發表後，向《沖突》雜志介紹德日進說：“1946年，我作爲聯合國教科文組織秘書長到巴黎就職，不久就遇到了德日進神父，此後我就銘記這個事實：認爲自己不僅找到了壹個朋友，而且獲得壹個在智能和精神的探險中互相協作的夥伴。即使他從基督徒耶稣會神父這個角度來研究人類的命運(未來)問題，而我則采取無神論和生物學的觀點。可是我們兩人的思想卻始終沿著同壹路線，朝著同壹方向擴展和加深；我們達到了驚人地相似的結論……我們兩人雖然沒有任何個人聯系，可是各自都想把人類的命運——也就是說，人及其遠古的宇宙創造、人所處的環境和它們的壹切關系——當作壹個‘現象’，“認真地進行考察和研究”。赫婿黎下結論說：　“德日進注意到人是中心。”人從“觀看”宇宙“轉回到自己”，“觀看自己”，“創造自己”。所以，“德日進的想像是真實的，”　他的宇宙現和人類觀不僅能夠使人蘇醒過來，而且還能夠把人們解放出來，即把碰到無數可怕的釘子而陷入苦境的人們的精神和靈魂解放出來。”　
德日進對曆史悠久的中國懷有深厚的感情，特別對于周口店等地壹直念念不忘，他的進化論思想在踏上中國的土地、擁有原始的古生物資料之後，才開始成熟和定型，爲思想深邃的世界著名學者也由于在中國汲取了豐富的養料。因爲德日進從未忘記大地給他的教育，壹心想做“地球上的人”。由于他的發現和遭遇，當今有人譽德日進爲“哥白尼的再世”和“觀代的伽利略”。到了六十年代，鑒于時代的發展，羅馬教會提出全面開放的“世俗化”和“現代化”的方針，新托馬斯主義者也就開始研究流行著的德日進思想，使新托馬斯主義　“世俗化”和“現代化”，如克·葛諾寫過不少關于德日進的文章、評傳和論著，被稱爲德日進主義的專家。他在《德日進》壹書的結論中說：“在德日進的革新精神及其傳統思想這兩者之間有矛盾嗎?　決不，因爲他壹直是個具有綜合思想的人。德日進基本上是個進化論者。”但是，“他能夠同壹個具有永恒價值的信仰結合在壹起，而且也就能夠探索人的變化”。葛諾還說，德日進不僅忠于信仰，而且對教會也是始終不渝的。“他在1954年就說過，如果教會倒下了，那末壹切都完了”。“從德日進的實在論，他的宇宙論的樂觀主義，他對人類概念價值的信念和人類具體統壹的意義來看，德日進顯然是符合聖托馬斯的”，德日進卓有成就地把“宗教信仰”融化在“進化論的詞彙中”，結合在“現代科學的領域中”。“無論從哪壹方面來說，德日進是屬于教會的”。另壹個德日進多年的同事路·巴爾勇最近也著書說，盡管有過幾十年的“隔閡”，但終于雲消霧散。德日進的思想並未消失，相反越發光明，正如德日進壹直希望死于複活節而證明其思想有個光明的未來”那樣，現今德日進主義終于在世界上獲得了“巨大的反響”。“德日進的科學研究和宗教反省是緊密地結合在壹起的”。他既是公認的“地球上的人”，卻又忠實地做了“基督的見證人”。

## 擴展閱讀
- 高星. 德日进与中国旧石器时代考古学的早期发展. 第四纪研究. 2003年:第23卷, 第04期